# Rouge-Perriers
Rouge-Perriers is een gemeente in het Franse departement Eure (regio Normandië) en telt 236 inwoners (2004). De plaats maakt deel uit van het arrondissement Bernay.

## Geografie
De oppervlakte van Rouge-Perriers bedraagt 4,1 km², de bevolkingsdichtheid is 57,6 inwoners per km².
De onderstaande kaart toont de ligging van Rouge-Perriers met de belangrijkste infrastructuur en aangrenzende gemeenten.

## Demografie
Onderstaande figuur toont het verloop van het inwonertal (bron: INSEE-tellingen).